# Meriola foraminosa
Meriola foraminosa är en spindelart som först beskrevs av Eugen von Keyserling 1891.  Meriola foraminosa ingår i släktet Meriola och familjen flinkspindlar. Inga underarter finns listade i Catalogue of Life.